# Dammtorstraße

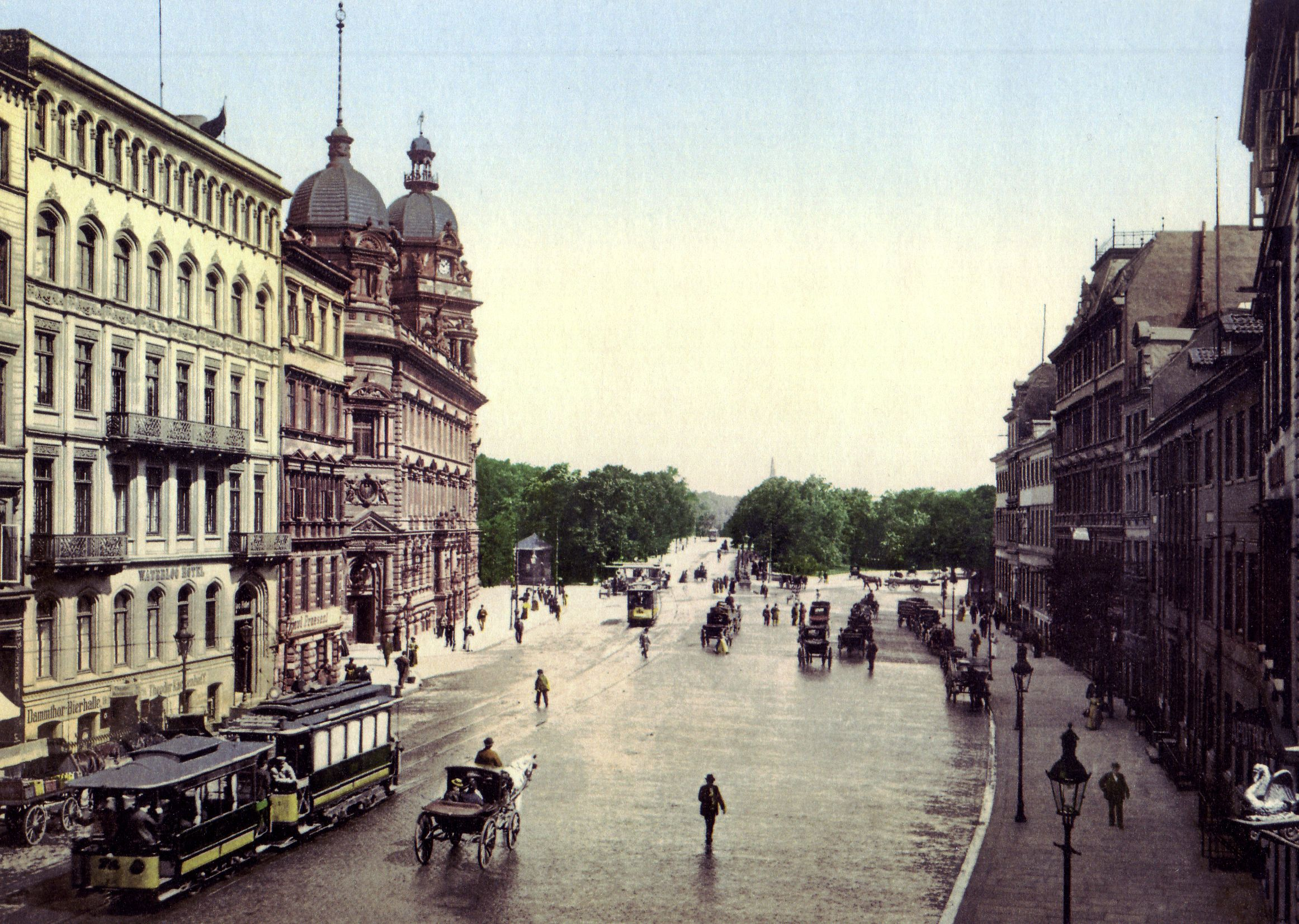
Dammtorstraße Richtung Stephansplatz um 1900, links die Oberpostdirektion

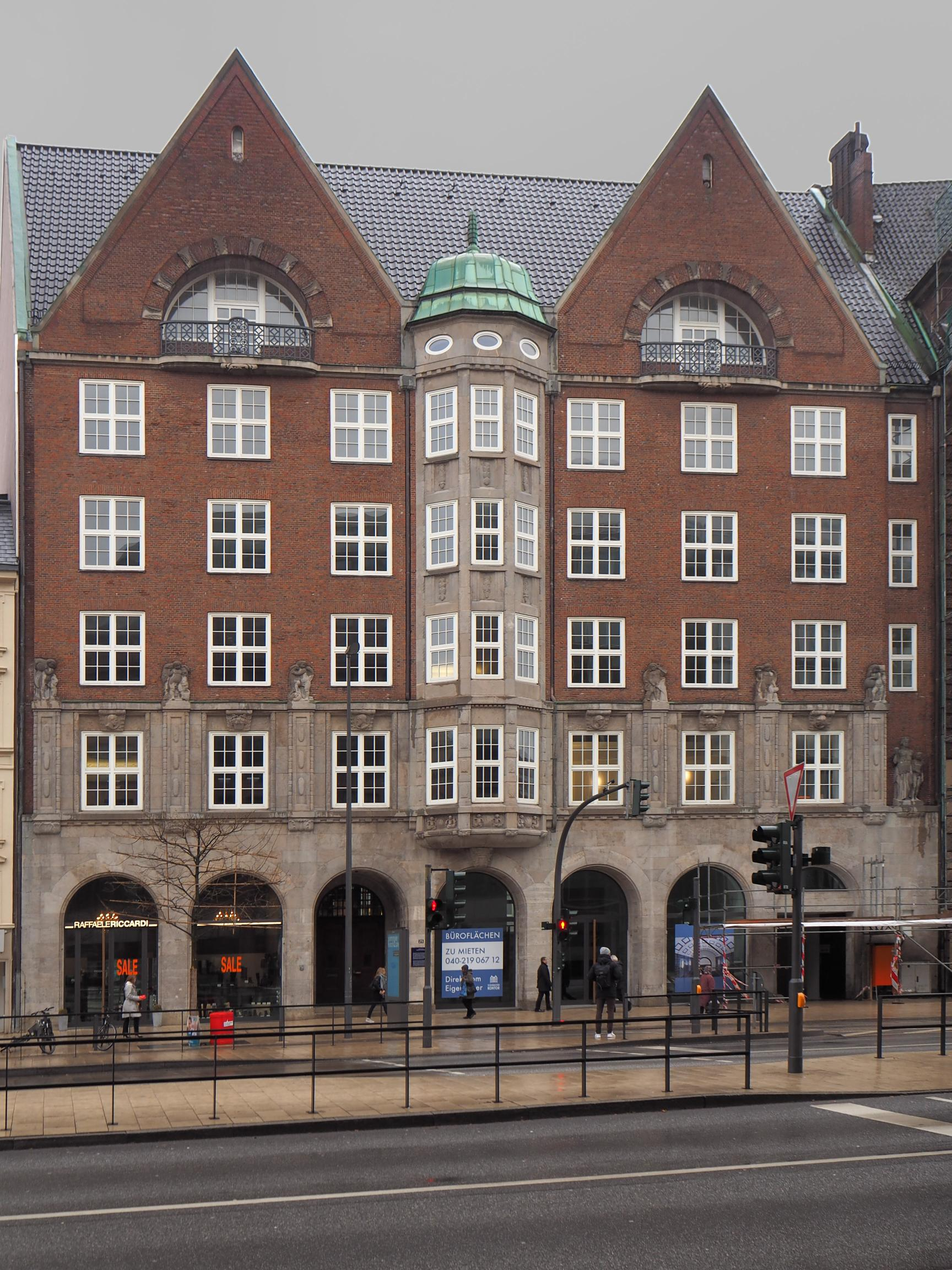
Ehemaliges Dienstgebäude der Oberschulbehörde Hamburg

Die Dammtorstraße ist eine Straße in der Freien und Hansestadt Hamburg, die zum Bezirk Mitte gehört. Sie liegt im Stadtteil Neustadt. Die Dammtorstraße verläuft zwischen Gänsemarkt und Stephansplatz.
Ihr Name leitet sich ab vom Dammtor, einem Stadttor, welches bis in das 19. Jahrhundert hinein in der Nähe des Bahnhofes Hamburg-Dammtor stand. Die Dammtorstraße führte zu diesem. Angelegt wurde sie im 18. Jahrhundert.

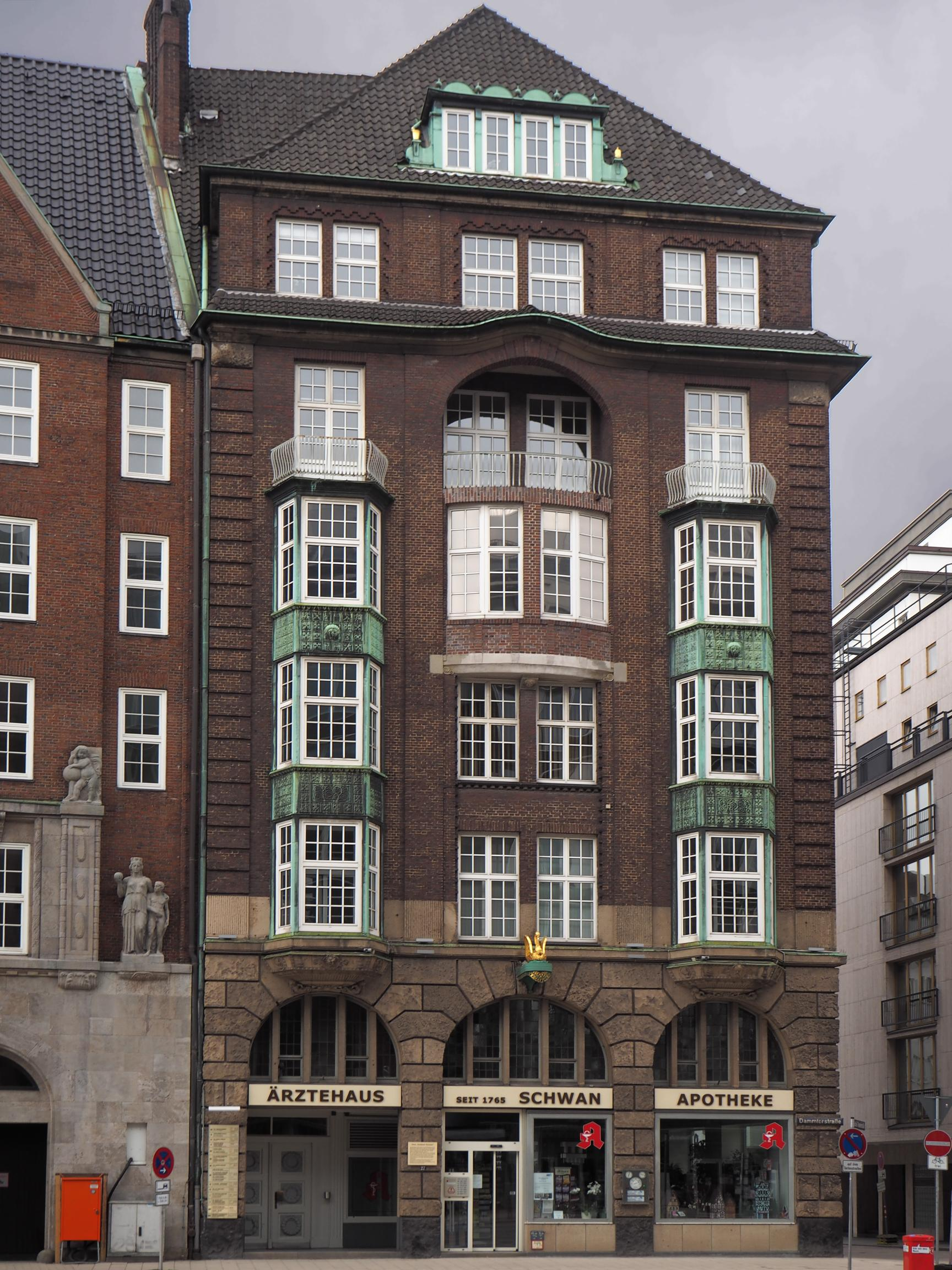
Haus Goldener Schwan

## Kulturdenkmäler
In der Dammtorstraße finden sich zahlreiche Kulturdenkmäler. Das von Fritz Schumacher entworfene ehemalige Dienstgebäude der Oberschulbehörde Hamburg und das Haus Goldener Schwan sowie die Hamburgische Staatsoper zählen zu diesen. Im benachbarten Metropolis-Haus befindet sich das Metropolis Kino dessen Vorführsaal eine denkmalgeschützte Innenausstattung aus den 1950er Jahren hat.

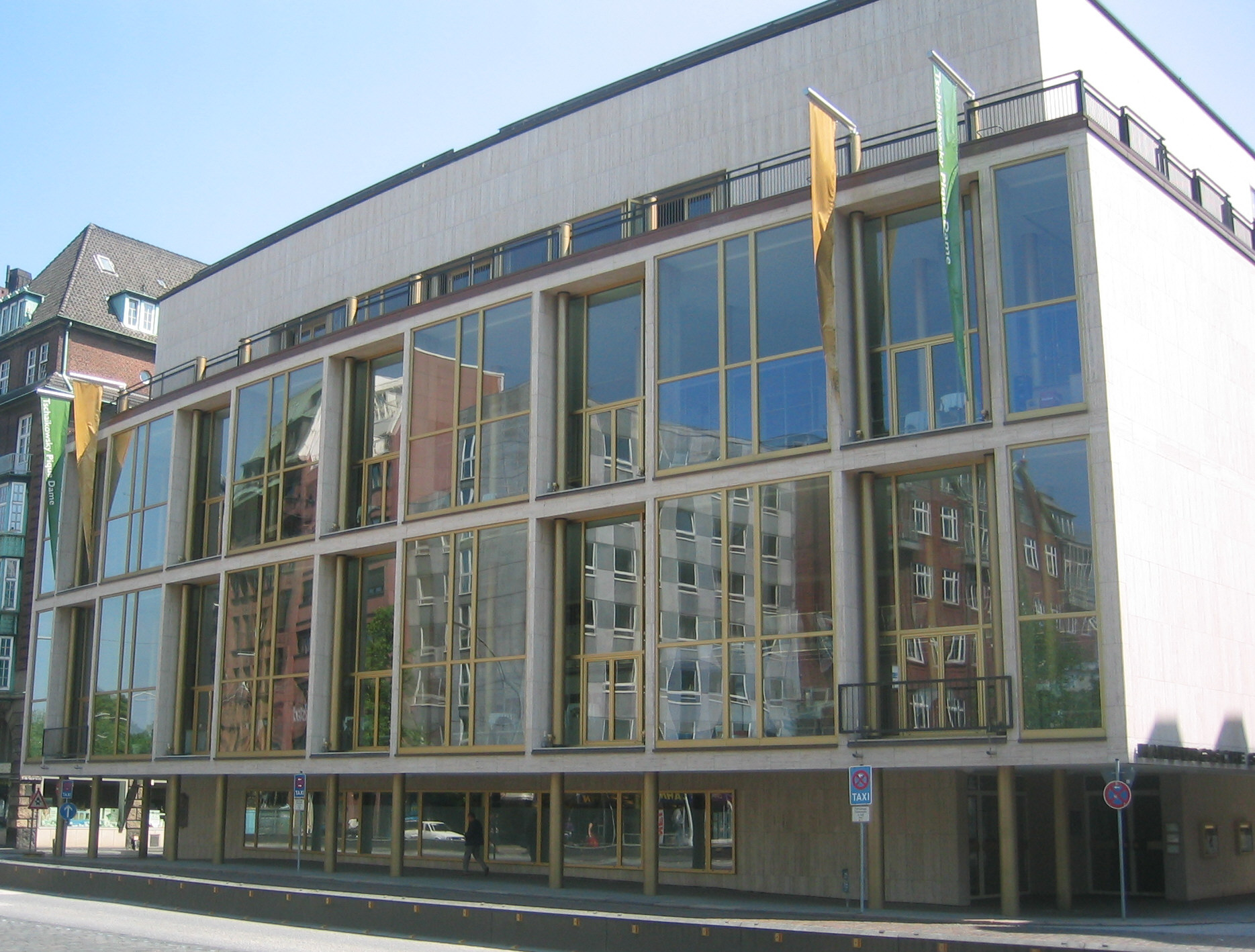
Hamburgische Staatsoper

## Stolpersteine
Stolpersteine erinnern in der Dammtorstraße an Menschen, die in der Straße tätig waren beziehungsweise wohnten. Zu ihnen gehörten der Dirigent, Komponist und Musikkritiker Gustav Brecher, der lyrische Tenor Joseph Schmidt, die Konzert- und Opernsängerin Magda Spiegel, der Dirigent, Komponist und Pianist Viktor Ullmann sowie der Politiker und Widerstandskämpfer gegen den Nationalsozialismus Hans Westermann.